# 明方ハム

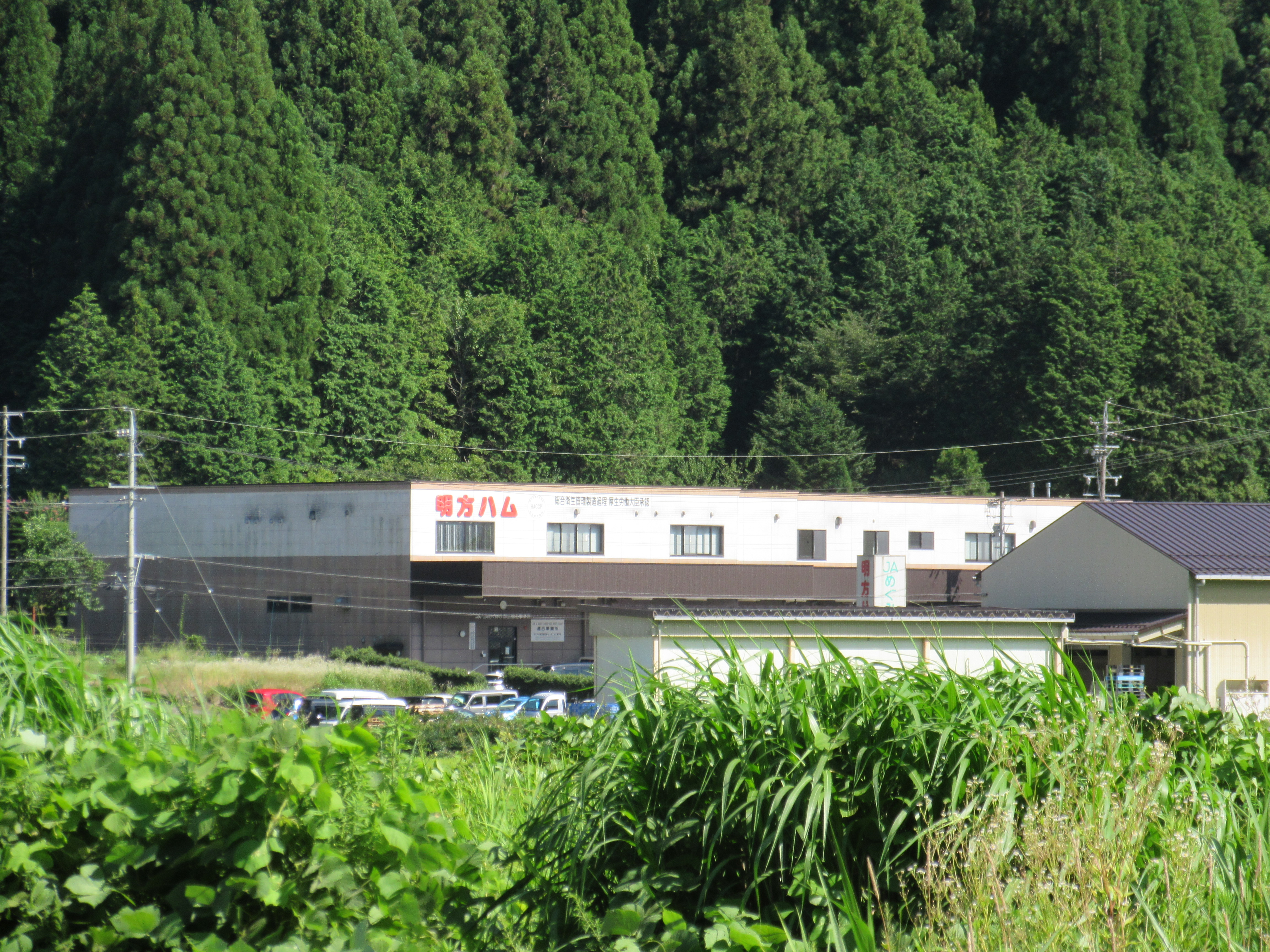
明方ハム本社

明方ハム（みょうがたハム）は、岐阜県郡上市八幡町旭1486-1にある、JAめぐみのが経営する「めぐみの農業協同組合食肉加工事業所」の通称であり、この事業所で生産されているハムである。

## 明方ハムの特徴
国産豚肉100％使用し、添加物や保存料を極力使用していないプレスハムである。
かつてはハムのみの単一商品を扱っていたが、最近は焼豚・ボロニアソーセージ・醤油フランクなど、製品バリエーションが増加している。

## 歴史
- 1953年（昭和28年） - 畜産振興と山間地の食改善を目的として、岐阜県郡上郡奥明方村（後の明方村→明宝村、現郡上市）の奥明方農協加工所で明方ハムの名で生産開始。主に郡上郡八幡町（現郡上市）で販売。
- 1973年（昭和48年） - 奥明方農協を含む郡上郡南部4カ町村の7農協が合併して「郡上農業協同組合」（以下、郡上農協）が誕生。明方ハムの製造販売は郡上農協に引き継がれる。
- 1980年（昭和55年） - NHKの明るい農村で紹介された事より全国に名が知られる。
- 1986年（昭和61年） - 郡上農協は事業拡大の為、就業人口の多い郡上郡八幡町への工場移設を決定する。これに対し明方村は反発し、第3セクター方式での工場を計画する（後の明宝ハム）。
- 1988年（昭和63年） - 郡上農協による新工場完成。明方ハムとして生産。
- 2003年（平成15年） - 岐阜県中濃地域の農協合併によりJAめぐみのが母体となる。

## 提供番組
- ウドちゃんの旅してゴメン（メ〜テレ）